# Aqua Viva
Aqua Viva ist eine gesamtschweizerische nicht profitorientierte Umweltorganisation mit Schwerpunkt Gewässerschutz mit Sitz in Winterthur. Sie entstand 2012 aus der Fusion der beiden traditionsreichen Gewässerschutzorganisationen Rheinaubund und AQUA VIVA. Der Rheinaubund entstand aus der Bewegung für die Erhaltung der Flusslandschaften am Hochrhein und am Spöl im Nationalpark. Der „Kampf“ gegen das Kraftwerk Rheinau führte 1960 zu dessen Gründung. Der Rheinaubund hat zur Verankerung des Natur- und Heimatschutzes in der Bundesverfassung beigetragen. AQUA VIVA entstand 1970 als Reaktion auf die Planung eines Transhelvetischen Kanals; eine für Lastschiffe befahrbare Wasserstrasse von Basel über den Hochrhein, die Aare und die Juraseen in den Genfersee. Aqua Viva ist national zur Verbandsbeschwerde legitimiert.

## Ziele
Der Verein setzt sich ein für den Schutz und die Wiederherstellung naturnaher Gewässer und Gewässerlandschaften, namentlich für die ökologischen Erfordernisse der Fliessgewässer. Die Organisation sieht sich als Anwältin für die Umsetzung von Gewässerschutzgesetz, Auenverordnung und verwandten Erlassen. Mit Ausbildungs- und Öffentlichkeitsarbeit will sie das Verständnis für ökologische Zusammenhänge fördern, insbesondere für einen Gewässerschutz, der die Ansprüche von Mensch und Natur gleichberechtigt berücksichtigt.

## Aktivitäten
Die Organisation berät nach eigenen Angaben Behörden und Projektanten. Sie engagiert sich in der Umweltbildung, mit dem Ziel, Schüler und Lehrer für lebendige Gewässer zu sensibilisieren. Mit der Zeitschrift aqua viva (vormals natur und mensch) sowie Medienarbeit informiert Aqua Viva seine Kollektiv- und Einzelmitglieder sowie die Öffentlichkeit über Anliegen des Gewässerschutzes.
Aqua viva ist auch in Deutschland als Umwelt- und Naturschutzorganisation anerkannt.

## Geschichte des Rheinaubundes
Der 1960 gegründete Verein gehört zu den Pionierorganisationen der Umweltbewegung in der Schweiz. Seine Entstehung ist eng mit den Auseinandersetzungen um den Bau des Flusskraftwerks bei Rheinau verknüpft. Als 1951 mit dem Bau dieses Kraftwerks begonnen werden sollte, regte sich Widerstand. Durch das Engagement von Politikern kam es zur Formierung einer eigentlichen Volksbewegung. Das „Überparteiliche Komitee zum Schutze der Stromlandschaft Rheinau-Rheinfall“ trug den Kampf in die Parlamente, lancierte zwei eidgenössische Verfassungsinitiativen und organisierte Grossdemonstrationen. Zum ersten Mal wurde der Naturschutz zu einem hochpolitischen, gesamtschweizerischen Thema. Nachdem die Rheinau-Initiative 1954 und die Wasserrechts-Initiative 1956 abgelehnt wurden, setzte sich das Rheinau-Komitee 1957/58 für die ungeschmälerte Erhaltung des Schweizerischen Nationalparks ein. Der neuerliche Misserfolg hatte dann zur Folge, dass eine Gruppe um Arthur Uehlinger, dem die Haltung des Schweizerischen Bundes für Naturschutz im Kampf gegen Wasserkraftwerke zu kompromissbereit schien, 1960 den Rheinaubund ins Leben rief.
1962 befürwortete eine Mehrheit der Schweizer den Natur- und Heimatschutzartikel in der Verfassung. 1966 folgte das Bundesgesetz über den Natur- und Heimatschutz. Der Rheinaubund war beide Male eine treibende Kraft.
In den 1960er und 1970er Jahren wehrte sich der Rheinaubund erfolgreich gegen die Schiffbarmachung des Hochrheins bis zum Bodensee. Später unterstützte er unter anderem die Opposition gegen das Kraftwerkprojekt in der Greina-Hochebene und den Ausbau der Grimselkraftwerke. Erfolgreich setzte sich die Gewässerschutzorganisation auch für einen ökologischen Wasserbau an der Thur ein.
Am 8. September 2012 fusionierte der Verein mit AQUA VIVA. Heute engagiert sich die Gewässerschutzorganisation Aqua Viva für den Schutz und die Wiederherstellung naturnaher Gewässer und Gewässerlandschafen und verfügt über das Verbandsbeschwerderecht.
Wichtigstes Sprachrohr des Rheinaunbundes war und ist seine regelmässig erscheinende Zeitschrift aqua viva (vormals natur und mensch). Diese seit 1958 bestehende Zeitschrift etablierte sich in den 1960er Jahren und darüber hinaus zu einem eigentlichen Forumsblatt des Naturschutzes und diente verschiedenen regionalen Naturschutzgruppen als nationale Publikationsplattform.
Seit 2006 wird Schülern und Lehrern an auf Exkursionen und an „Wassererlebnistagen“ Wissen über Fliessgewässer vermittelt.

## Geschichte von AQUA VIVA
Nach dem Zweiten Weltkrieg kam die Idee des Transhelvetischen Kanals wieder auf. Als Reaktion entstanden zahlreiche aktive Organisationen durch Landschafts- und Umweltschützer. Zur Koordination der Aktivitäten und Stärkung der Anliegen wurde am 11. März 1970 die Dachorganisation „Nationale Aktionsgemeinschaft zur Erhaltung der Flüsse und Seen AQUA VIVA“, unterstützt durch 38 Organisationen, gegründet. Auf die 1970 eingereichte Motion zur Freihaltung wichtiger Strecken von Rhein, Aare, Rhone und Tessin für die Lastschifffahrt folgte eine Auseinandersetzung, an der AQUA VIVA massgeblich beteiligt war. Als Resultat blieb im Freihaltegesetz nur die Rheinstrecke von Basel bis zur Aaremündung bei Klingnau. Nach dem Projekt des Transhelvetischen Kanals ergaben sich viele weitere Einsatzbereiche für den Verein. Auch bei der Gewässerschutz-Initiative „Rettet unsere Gewässer“, der Aareschutz-Initiative und der Initiative „Lebendiges Wasser“ setzte sich der Verein nach eigenen Angaben an vorderster Front ein. Auch für die Pestizid- und die Trinkwasser-Initiative hat sich Aqua Viva, zusammen mit dem 2xJa-Komitee, starkgemacht.

## Patronatskomitee
Das Patronatskomitee von Aqua Viva setzt sich wie folgt zusammen (Stand: 20. März 2022):
- Kilian Baumann
- Kurt Egger
- Kurt Fluri
- Claudia Friedl
- Nik Gugger
- Delphine Klopfenstein Broggini
- Tiana Angelina Moser
- Ursula Schneider Schüttel
- Marianne Streiff-Feller
- Franziska Teuscher
- Mathias Zopfi

Ehemalige Mitglieder sind:
- Bastien Girod
- Adèle Thorens Goumaz
- Brigitte Häberli-Koller
- Martin Landolt
- Christa Markwalder
- Paul Rechsteiner